# Bayer 04 Leverkusen Fußball 2019-2020 (femminile)
Questa voce raccoglie le informazioni riguardanti il Bayer 04 Leverkusen Fußball nelle competizioni ufficiali della stagione 2019-2020.

## Divise e sponsor
Le tenute di gara erano le stesse del Bayer Leverkusen maschile. Il main sponsor era il gruppo assicurativo Barmenia mentre quello tecnico, fornitore delle tenute, era Jako.
|  | Casa | Trasferta | Terza tenuta |

## Rosa
Rosa, ruoli e numeri di maglia come da sito ufficiale., aggiornati al 6 ottobre 2018.
| N. |                                 | Ruolo | Calciatrice        |
| -- | ------------------------------- | ----- | ------------------ |
| 1  | Germania (bandiera)             | P     | Anna Klink         |
| 2  | Germania (bandiera)             | D     | Frederike Kempe    |
| 3  | Germania (bandiera)             | D     | Melissa Friedrich  |
| 5  | Germania (bandiera)             | C     | Pauline Wimmer     |
| 6  | Germania (bandiera)             | D     | Henrike Sahlmann   |
| 7  | Germania (bandiera)             | D     | Jessica Wich       |
| 8  | Germania (bandiera)             | D     | Ann-Kathrin Vinken |
| 9  | Germania (bandiera)             | C     | Merle Barth        |
| 10 | Bosnia ed Erzegovina (bandiera) | A     | Milena Nikolić     |
| 11 | Germania (bandiera)             | A     | Lena Uebach        |
| 13 | Germania (bandiera)             | C     | Isabel Kerschowski |
| 14 | Germania (bandiera)             | D     | Juliane Wirtz      |
| 15 | Svezia (bandiera)               | A     | Antonia Göransson  |
| 16 | Germania (bandiera)             | A     | Anne Hopfengärtner |
| 17 | Germania (bandiera)             | C     | Pauline Machtens   |

| N. |                     | Ruolo | Calciatrice         |
| -- | ------------------- | ----- | ------------------- |
| 18 | Germania (bandiera) | C     | Gianna Rackow       |
| 19 | Ungheria (bandiera) | A     | Dóra Zeller         |
| 20 | Germania (bandiera) | C     | Katharina Prinz     |
| 21 | Germania (bandiera) | A     | Barbara Reger       |
| 22 | Islanda (bandiera)  | C     | Sandra María Jessen |
| 23 | Germania (bandiera) | C     | Karoline Heinze     |
| 24 | Germania (bandiera) | P     | Laura Sieger        |
| 25 | Croazia (bandiera)  | A     | Ivana Rudelić       |
| 27 | Ungheria (bandiera) | C     | Henrietta Csiszár   |
| 28 | Germania (bandiera) | D     | Saskia Meier        |
| 29 | Germania (bandiera) | C     | Nicole Banecki      |
| 38 | Germania (bandiera) | D     | Hannah Scheffler    |
| 41 | Germania (bandiera) | P     | Anna Wellmann       |

## Calciomercato

### Sessione estiva
| Acquisti | Acquisti         | Acquisti                           | Acquisti   |
| R.       | Nome             | da                                 | Modalità   |
| -------- | ---------------- | ---------------------------------- | ---------- |
| C        | Nicole Banecki   | Basilea                            | definitivo |
| C        | Pauline Machtens | Bayer Leverkusen [Primavera B (F)] | definitivo |
| A        | Milena Nikolić   | Sand                               | definitivo |
| A        | Dóra Zeller      | Hoffenheim                         | definitivo |

| Cessioni | Cessioni                    | Cessioni         | Cessioni   |
| R.       | Nome                        | a                | Modalità   |
| -------- | --------------------------- | ---------------- | ---------- |
| D        | Louise Ringsing             | Brøndby          | definitivo |
| D        | Hannah Scheffler            | Colonia II       | definitivo |
| C        | Ana Cristina Oliveira Leite | Borussia Bocholt | definitivo |
| C        | Matea Bošnjak               | Spalato          | definitivo |
| C        | Madeline Gier               | Colonia          | definitivo |
| A        | Elisabeth Mayr              | Basilea          | definitivo |
| A        | Laura Radke                 | MSV Duisburg     | definitivo |

## Risultati

### Frauen-Bundesliga

#### Girone di andata
| Arbitro: | Kunkel (Amburgo) |

|                                        |           |             |
| Schüller 7’ Wilde 12’ Petzelberger 42’ | Marcatori | 84’ Rudelić |

| Arbitro: | Heidenreich (Bad Schwartau) |

|            |           |  |
| Uebach 49’ | Marcatori |  |

| Arbitro: | Westerhoff (Bochum) |

|              |           |                         |
| Hendrich 41’ | Marcatori | 32’ Csiszár 43’ Nikolić |

| Arbitro: | Westerhoff (Bochum) |

|             |           |                                                 |
| Rudelić 23’ | Marcatori | 8’ Reuteler 38’ (rig.) Feiersinger 61’ Freigang |

| Arbitro: | Kunkel (Amburgo) |

|             |           |                             |
| Rudelić 47’ | Marcatori | 25’ Prohaska 73’ Blagojević |

| Arbitro: | Wacker (Lehrensteinsfeld) |

|                               |           |            |
| Radtke 33’ (rig.) Maksuti 38’ | Marcatori | 7’ Nikolić |

| Arbitro: | Heidenreich (Sereetz) |

|             |           |                         |
| Rudelić 74’ | Marcatori | 13’, 20’ Billa 64’ Rall |

| Arbitro: | Wildfeuer (Lubecca) |

|           |           |  |
| Agrež 25’ | Marcatori |  |

| Arbitro: | Derlin (Bad Schwartau) |

|                       |           |  |
| Zeller 21’ Uebach 71’ | Marcatori |  |

| Arbitro: | Biehl (Siesbach) |

|                                                        |           |                                    |
| Kohr 20’ Beckmann 34’ (rig.) Ondrušová 69’ Barrett 82’ | Marcatori | 61’ Zeller 81’ Nikolić 90’ Rudelić |

| Arbitro: | Weigelt (Lipsia) |

|  |           |                                                                 |
|  | Marcatori | 11’ Pajor 15’, 36’, 52’ Harder 18’ Maritz 53’ Rolfö 89’ Jakabfi |

#### Girone di ritorno
| Arbitro: | Michel (Gau-Odernheim) |

|                         |           |  |
| Rudelić 11’ Nikolić 39’ | Marcatori |  |

| Arbitro: | Wacker (Lehrensteinsfeld) |

|          |           |            |
| Bühl 21’ | Marcatori | 55’ Zeller |

| Arbitro: | Westerhoff (Bochum) |

|  |           |                                                |
|  | Marcatori | 52’ Beerensteyn 55’ Magull 90+2’ Boye Sørensen |

| Arbitro: | Appelmann (Alzey) |

|                                      |           |             |
| Freigang 4’, 12’ (rig.) Martinez 83’ | Marcatori | 65’ Nikolić |

| Arbitro: | Söder (Ingolstadt) |

|                |           |  |
| Blagojević 18’ | Marcatori |  |

| Arbitro: | Heimann (Gladbeck) |

|  |           |               |
|  | Marcatori | 3’, 38’ Lange |

| Arbitro: | Söder (Ingolstadt) |

|                                            |           |          |
| Lattwein 42’ Billa 46’ Hartig 52’ Rall 72’ | Marcatori | 65’ Wich |

| Arbitro: | Diekmann (Dortmund) |

|            |           |                                                            |
| Zeller 54’ | Marcatori | 5’, 44’ Höbinger 28’ (rig.) Elsig 45’ Weidauer 47’ Mesjasz |

| Jena 17 giugno 2020, ore 15:00 CEST 20ª giornata | Jena                   | 0 – 0 referto | Bayer Leverkusen | Ernst-Abbe-Sportfeld (0 spett.)\| Arbitro: \| Hussein (Bad Harzburg) \| |
| Arbitro:                                         | Hussein (Bad Harzburg) |               |                  |                                                                         |

| Arbitro: | Wildfeuer (Lubecca) |

|                                  |           |                |
| Rudelić 17’, 21’ Caló 53’ (aut.) | Marcatori | 45+1’ Beckmann |

| Arbitro: | Heidenreich (Bad Schwartau) |

|                                                     |           |  |
| Jakabfi 16’ Popp 20’ Rolfö 40’ Engen 66’ Harder 78’ | Marcatori |  |

### DFB-Pokal der Frauen
| Arbitro: | Heimann (Gladbeck) |

|               |           |                          |
| Everaerts 12’ | Marcatori | 45’ Jessen 90+3’ Nikolić |

| Arbitro: | Schwermer (Rieder) |

|  |           |                     |
|  | Marcatori | 29’ (aut.) Pawollek |

| Arbitro: | Westerhoff (Bochum) |

|                               |           |                         |
| Nikolić 66’ Rudelić 92’, 112’ | Marcatori | 42’ Rall 120+2’ Waßmuth |

| Arbitro: | Michel (Gau-Odernheim) |

|                  |           |                                             |
| Barth 56’ (rig.) | Marcatori | 3’ Petzelberger 42’ Feldkamp 90+3’ Schüller |

## Statistiche

### Statistiche di squadra
| Competizione         | Punti | In casa | In casa | In casa | In casa | In casa | In casa | In trasferta | In trasferta | In trasferta | In trasferta | In trasferta | In trasferta | Totale | Totale | Totale | Totale | Totale | Totale | DR  |
| Competizione         | Punti | G       | V       | N       | P       | Gf      | Gs      | G            | V            | N            | P            | Gf           | Gs           | G      | V      | N      | P      | Gf     | Gs     | DR  |
| -------------------- | ----- | ------- | ------- | ------- | ------- | ------- | ------- | ------------ | ------------ | ------------ | ------------ | ------------ | ------------ | ------ | ------ | ------ | ------ | ------ | ------ | --- |
| Frauen-Bundesliga    | 17    | 11      | 4       | 0       | 7       | 12      | 26      | 11           | 1            | 2            | 8            | 10           | 25           | 22     | 5      | 2      | 15     | 22     | 51     | -29 |
| DFB-Pokal der Frauen | -     | 2       | 1       | 0       | 1       | 4       | 5       | 2            | 2            | 0            | 0            | 3            | 1            | 4      | 3      | 0      | 1      | 7      | 6      | +1  |
| Totale               | -     | 13      | 5       | 0       | 8       | 16      | 31      | 13           | 3            | 2            | 8            | 13           | 26           | 26     | 8      | 2      | 16     | 29     | 57     | -28 |

### Andamento in campionato
| Giornata  | 1  | 2 | 3 | 4 | 5 | 6 | 7 | 8 | 9 | 10 | 11 | 12 | 13 | 14 | 15 | 16 | 17 | 18 | 19 | 20 | 21 | 22 |
| --------- | -- | - | - | - | - | - | - | - | - | -- | -- | -- | -- | -- | -- | -- | -- | -- | -- | -- | -- | -- |
| Luogo     | T  | C | T | C | C | T | C | T | C | T  | C  | C  | T  | C  | T  | T  | C  | T  | C  | T  | C  | T  |
| Risultato | P  | V | V | P | P | P | P | P | V | P  | P  | V  | N  | P  | P  | P  | P  | P  | P  | N  | V  | P  |
| Posizione | 10 | 7 | 7 | 6 | 8 | 9 | 9 | 9 | 9 | 9  | 9  | 9  | 9  | 9  | 9  | 9  | 9  | 10 | 10 | 9  | 9  | 10 |

Legenda:

Luogo: C = Casa; T = Trasferta. Risultato: V = Vittoria; N = Pareggio; P = Sconfitta.

### Statistiche delle giocatrici
| Giocatore      | Frauen-Bundesliga | Frauen-Bundesliga | Frauen-Bundesliga | Frauen-Bundesliga | DFB-Pokal der Frauen | DFB-Pokal der Frauen | DFB-Pokal der Frauen | DFB-Pokal der Frauen | Totale   | Totale | Totale      | Totale     |
| Giocatore      | Presenze          | Reti              | Ammonizioni       | Espulsioni        | Presenze             | Reti                 | Ammonizioni          | Espulsioni           | Presenze | Reti   | Ammonizioni | Espulsioni |
| -------------- | ----------------- | ----------------- | ----------------- | ----------------- | -------------------- | -------------------- | -------------------- | -------------------- | -------- | ------ | ----------- | ---------- |
| M. Barth       | 19                | 0                 | 0                 | 0                 | 3                    | 1                    | 0                    | 0                    | 22       | 1      | 0           | 0          |
| H. Csiszár     | 21                | 1                 | 0                 | 0                 | 4                    | 0                    | 2                    | 0                    | 25       | 1      | 2           | 0          |
| M. Friedrich   | 10                | 0                 | 0                 | 0                 | 2                    | 0                    | 0                    | 0                    | 12       | 0      | 0           | 0          |
| A. Göransson   | 4                 | 0                 | 0                 | 0                 | -                    | -                    | -                    | -                    | 4        | 0      | 0           | 0          |
| K. Heinze      | 2                 | 0                 | 0                 | 0                 | -                    | -                    | -                    | -                    | 2        | 0      | 0           | 0          |
| S.M. Jessen    | 18                | 0                 | 1                 | 0                 | 4                    | 1                    | 0                    | 0                    | 22       | 1      | 1           | 0          |
| F. Kempe       | 4                 | 0                 | 0                 | 0                 | 1                    | 0                    | 0                    | 0                    | 5        | 0      | 0           | 0          |
| I. Kerschowski | 9                 | 0                 | 0                 | 0                 | 1                    | 0                    | 0                    | 0                    | 10       | 0      | 0           | 0          |
| A. Klink       | 18                | -39               | 0                 | 0                 | 1                    | -1                   | 0                    | 0                    | 19       | -40    | 0           | 0          |
| P. Machtens    | 8                 | 0                 | 0                 | 0                 | 1                    | 0                    | 0                    | 0                    | 9        | 0      | 0           | 0          |
| S. Meier       | 3                 | 0                 | 1                 | 0                 | -                    | -                    | -                    | -                    | 3        | 0      | 1           | 0          |
| M. Nikolić     | 20                | 5                 | 1                 | 0                 | 4                    | 2                    | 0                    | 0                    | 24       | 7      | 1           | 0          |
| K. Prinz       | 1                 | 0                 | 0                 | 0                 | 0                    | 0                    | 0                    | 0                    | 1        | 0      | 0           | 0          |
| G. Rackow      | 16                | 0                 | 0                 | 0                 | 3                    | 0                    | 2                    | 0                    | 19       | 0      | 2           | 0          |
| B. Reger       | 13                | 0                 | 0                 | 0                 | 2                    | 0                    | 0                    | 0                    | 15       | 0      | 0           | 0          |
| I. Rudelić     | 20                | 8                 | 1                 | 0                 | 4                    | 2                    | 0                    | 0                    | 24       | 10     | 1           | 0          |
| H. Sahlmann    | 19                | 0                 | 3                 | 0                 | 4                    | 0                    | 0                    | 0                    | 23       | 0      | 3           | 0          |
| H. Scheffler   | -                 | -                 | -                 | -                 | -                    | -                    | -                    | -                    | -        | -      | -           | -          |
| L. Sieger      | 0                 | 0                 | 0                 | 0                 | 0                    | 0                    | 0                    | 0                    | 0        | 0      | 0           | 0          |
| L. Uebach      | 19                | 2                 | 0                 | 1                 | 4                    | 0                    | 1                    | 0                    | 23       | 2      | 1           | 1          |
| A-K. Vinken    | 21                | 0                 | 2                 | 1                 | 4                    | 0                    | 0                    | 0                    | 25       | 0      | 2           | 1          |
| A. Wellmann    | 4                 | -12               | 0                 | 0                 | 3                    | -6                   | 0                    | 0                    | 7        | -18    | 0           | 0          |
| J. Wich        | 8                 | 1                 | 1                 | 0                 | 2                    | 0                    | 1                    | 0                    | 10       | 1      | 2           | 0          |
| P. Wimmer      | 11                | 0                 | 0                 | 0                 | 2                    | 0                    | 0                    | 0                    | 13       | 0      | 0           | 0          |
| J. Wirtz       | 22                | 0                 | 3                 | 0                 | 4                    | 0                    | 0                    | 0                    | 26       | 0      | 3           | 0          |
| D. Zeller      | 19                | 4                 | 1                 | 0                 | 3                    | 0                    | 2                    | 0                    | 22       | 4      | 3           | 0          |